# Hugo Espinoza Ancalle
Hugo Romel Espinoza Ancalle (Pomacocha, 31 de enero de 1980) es un educador y político peruano. Fue alcalde del distrito de Pomacocha entre 2015 y 2018.  Consejero regional de Huancavelica entre  2019 y 2022. Fue Presidente del Consejo Regional de Huancavelica período 2022.
Nació en el distrito de Pomacocha, provincia de Acobamba, departamento de Huancavelica, Perú, el 31 de enero de 1980, hijo de Nemecio Espinoza Antezana y María Ancalle Yauyo. Cursó sus estudios primarios y secundarios en su localidad natal. Entre 1999 y 2001 cursó estudios técnicos de contabilidad en el Instituto Superior Tecnológico Público de Huancavelica. Entre 1996 y 2000 cursó estudios superiores de educación en la Universidad Nacional de Huancavelica en la ciudad de Huancavelica.Con estudios de Maestría en Gestión Pública 2016 al 2018 en la Universidad del Pacífico.
Su primera participación política fue en las elecciones municipales de 2006 en las que fue candidato a alcalde del distrito de Pomacocha por el Movimiento Independiente Trabajando para Todos sin obtener la elección. Postuló nuevamente a este cargo en el año 2014 siendo elegido para este cargo . Culminando su gestión, debido a la prohibición de reelección de autoridades ediles, participó en las elecciones regionales de Huancavelica de 2018 como candidato a consejero regional por el Movimiento Regional Ayni.